# Az ókori Irán művészete
Az ókori Irán művészete sok szálból tevődött össze. Szerepelnek benne élelemtermelő letelepült közösségek és lovas műveltséggel rendelkező nomádok. Az ókori Irán három nagy művészeti periódusa a perzsa, a pártus és a szászánida művészeté.
Először az iráni állam létrehozásának egyik fontos műveltségi és technológiai szervező erejével, a lovas műveltséggel kezdjük. Korai lóábrázolásokat találtak erről az iráni fennsík közepén, Sialkban, ahol a Kr. e. 1. évezred kezdetének idejéből származó kerámiák kerültek elő. A lovat formáló ritonok (ivóedények) keleten és nyugaton is széles körben elterjedtek.

## Dareiosz perszepoliszi palotája
Jól ismert ókori nagyműveltségek sorakoznak az iráni plató szélén. Ezeknek a kultúráját mind a magáéba szívta a formálódó perzsa élet és beépítette a későbbi iráni művészet olyan nagyszerű alkotásaiba, mint Dareiosz perszepoliszi palotája. Fontos alkotás az ókori Iráni Birodalom elődeinek művészetéből a kafadzsiban (Khefajah) talált csésze, melynek szalagrajzát kiterítve láthatjuk a sumer-akkád kori, bikák hátán álló, a kígyókat fogó, oroszlánok hátán álló Inanna-Istár istennőt. A sas és az oroszlán által támadott bika állatküzdelme is látható ezen a frízen.
Dareiosz újjászervezte a Perzsa Birodalmat és Perszepoliszban új székesfővárost építtetett. Dareiosz perszepoliszi palotájába lépve fenséges lépcsősoron kellett végighaladnia az érkező vendégeknek. A lépcsősor mentén megismerhették a sokféle népet és műveltséget egyesítő ország fiait, médeket, akik társak voltak a perzsa birodalom megszervezésében, aztán szkítákat, görögöket, és még sok távolabbi táj lakóját. A perzsa nagykirály görög mesterekkel faragtatta meg az oszlopokat, hiszen azok messze földön híresek voltak építészetükről. Mégis, Perszepoliszban az építész tervező saját arcát formálta meg egy perzsa építészetnek, harang alakú oszloplábazatokkal, bika- és oroszlánalakos oszlopfőkkel. Perszepoliszban az állatküzdelmi jelenetekből, Dareiosz korában, a bika küzdelmét faragták meg. Az ötvösművészetben találkozunk a lerogyó "csodaszarvassal" is.

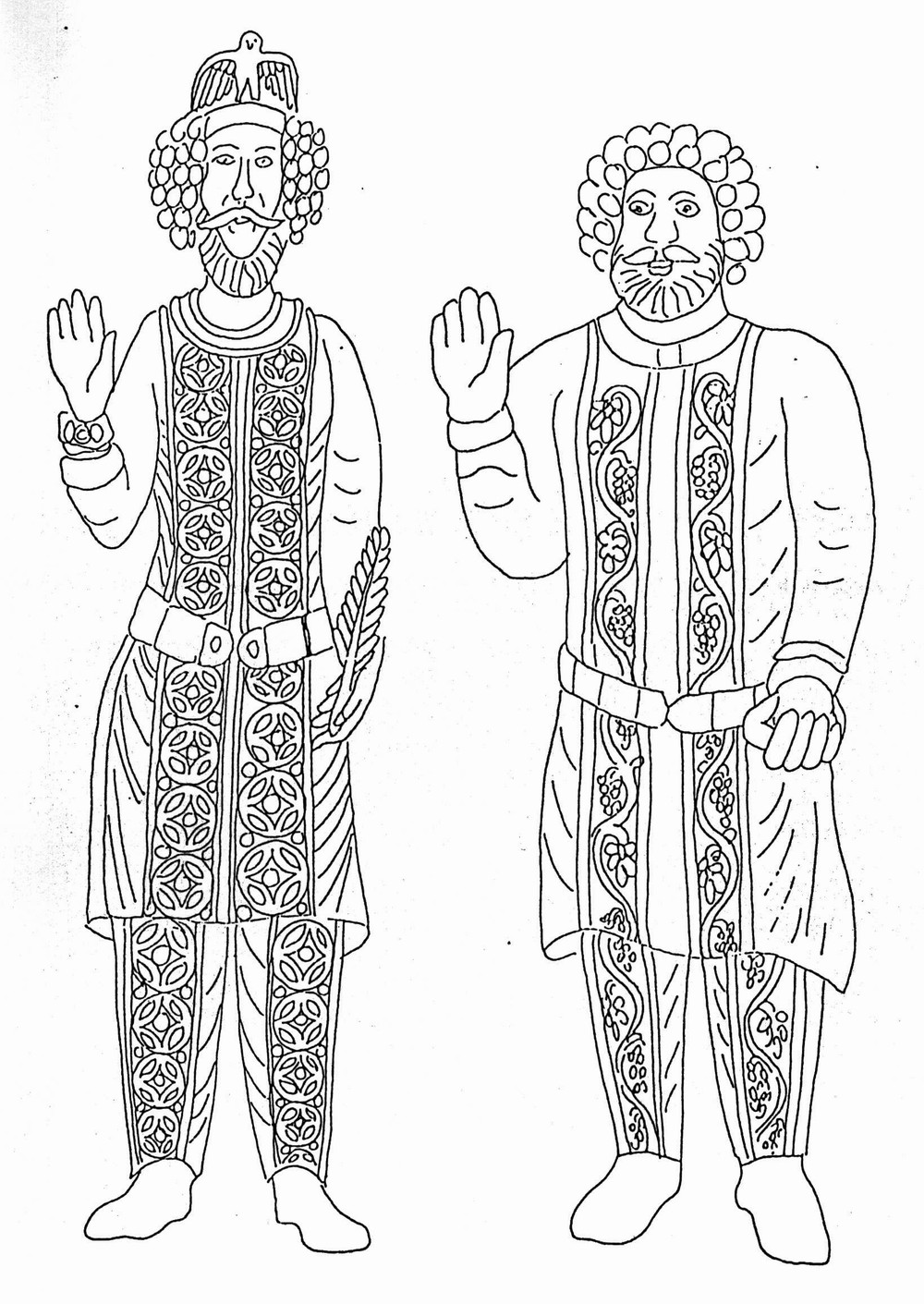
Két pártus uralkodó szobra Hatrából.

Az állatfigurákat hordozó oszlopfők széles körben elterjedtek Eurázsiában. (Japánban látni sokat belőlük. Mind a sintó szentélyek, mind a buddhista templomok homlokzati csarnokába hasonlóan állatalakos oszlopfejezetű, elefántfejes és oroszlánfejes gerendavégekkel díszített "tornácon" át, egy lépcsősoron fölmenve léphetünk be. Minden bizonnyal a buddhista művészet keretei között kanonizálódott ez az épületdíszítési forma, és a kushánokon és Kelet-Turkesztánon át, illetve Tibeten és Kínán és Koreán át juthatott el Japánba is.)

## Párthusok építészete és szobrászata
A párthus építészet érdekes újításokat hozott. Gipszhabarcsba helyezett téglák segítségével állványzat megépítése nélkül is nagy fesztávokat tudtak ívesen összekötni és befedni. A keleti építészet máig kedveli az egyik oldalán nyitott teret. Ezt az előcsarnokot az épület homlokzatára helyezték. Három oldala fal, a negyedik nyitott, s felül félkörívvel van lezárva: ezt a teret ivánnak nevezik. A több emelet magasságába fölnyúló nyitott tér hatásos formai elem volt az épület homlokzatának változatossá tételében. A homlokzat félkörívét néha emberi mellszobrokkal díszítették (Hatra). Gyakran szerepelnek emberi arcok, emberi maszkok épületfríz díszítésül más párthus épületeken is. Az európai művészetekben, előbb a kelták, majd a románkori építészetben is, nagyon szerették az emberfejek ábrázolását és például Dysert O'Deában, vagy Kilpeckben használta föl a félkörív mentén sorakozó emberi fejek erőteljes díszítő hatását.

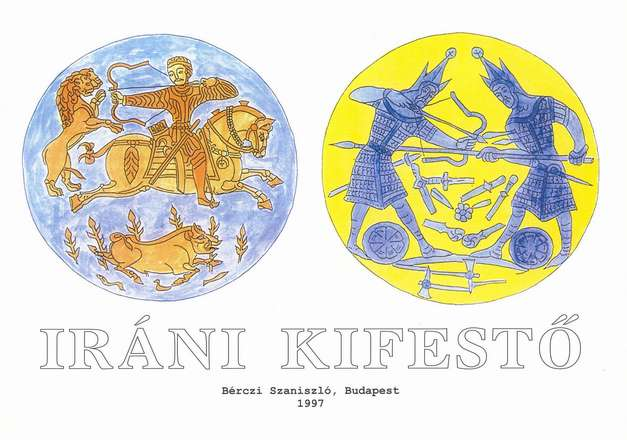
Az Iráni kifestő c. füzet első borítóján egy szászánida tál részlete látható a “pártus lövéssel” vadászó királlyal és egy másikon a szent vezérek küzdelmi jelenete, mert rajtuk nem fog a fegyver.

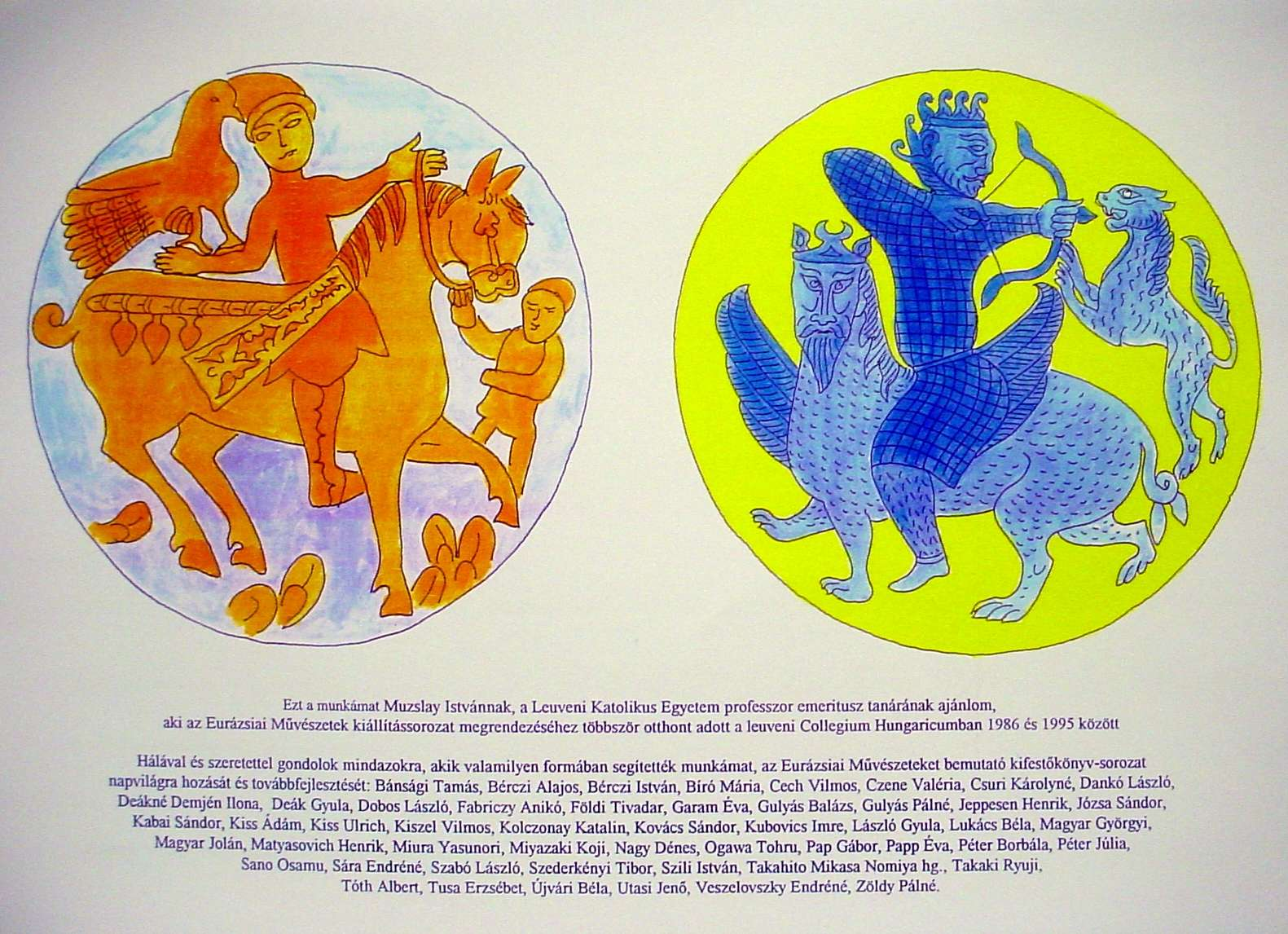
Az Iráni kifestő c. füzet hátsó borítóján iráni jellegű tál részlete látható a solymásszal és egy másikon a nagyszentmiklósi kincs korsóján látható vezérrel.

Ahogyan a kerámia kiöntőedények lóábrázolásai, az iráni ötvösmunkák, az ezüsttálak művészeti ábrázolásai is messzi földre eljutottak. A délorosz sztyeppén sok helyütt találtak ezüsttálakat, birkózási jelenettel díszítve (Kockij Gorodok) vagy a lovas solymász alakjával, melynek íjtegezén már László Gyula kimutatta azt, hogy a díszítőminta szerkezete rokon a honfoglaló magyaroknál kedvelt mintafűzéssel.

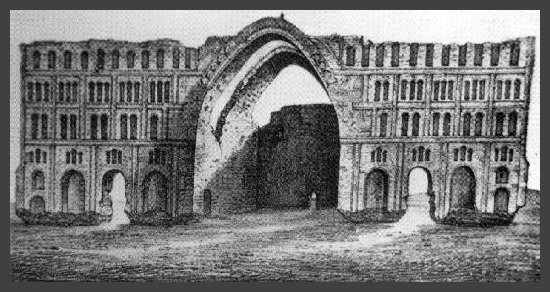
Taq-i Kisra 1824-es ábrázolása
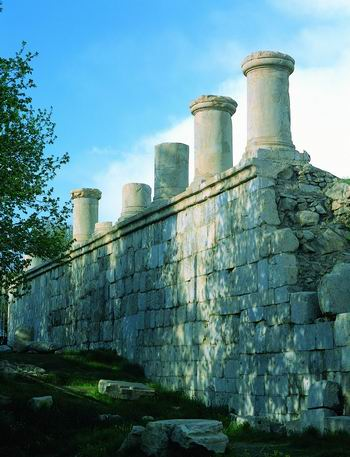
Anahita templom Régészeti komplexum Kangavarban .
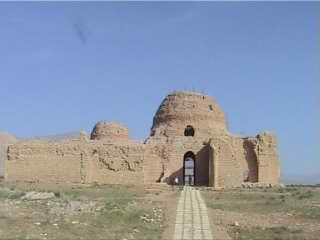
A szászánida Szarvesztáni-palota
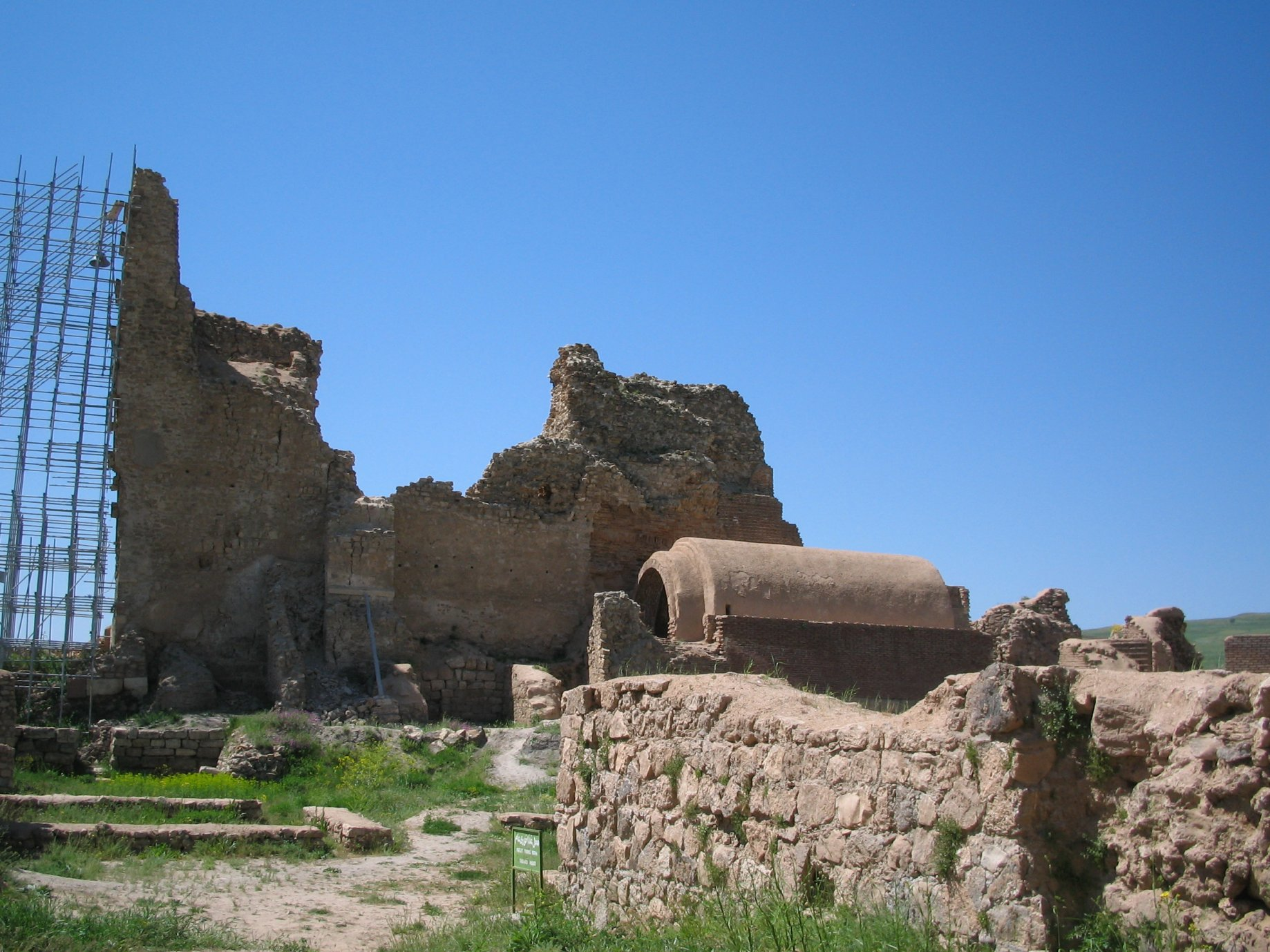
Taht-e Szolejmán

## Szászánidák sziklaművészete
A csaknem fél évezreden át uralkodó párthus arszakidák legyőzésével a szászánidák átvették az Iráni Birodalom irányítását. A győztes csata jeleneteit a firúzábádi sziklafaragásokon örökítették meg. Ezeken I. Ardasír, az első szászánida uralkodó, és fia, I. Sápúr lovagi küzdelemben győzi le az utolsó pártus fejedelmet, Artabanoszt. A szászánidák nemzetsége ismét csaknem egy fél évezreden át uralkodott és ismét naggyá tette az Iráni Birodalmat. Bisápurban faragták a sziklafalba azt a jelenetet, melyben Ahura Mazdá, az ég ura, átnyújtja a fejedelmi diadémot az új iráni királynak, a szászánida dinasztiát a hatalomba juttató I. Ardasírnak. I. Huszrau (görögösen Khoszroész) csaknem ötven évig uralkodott. A szászánida kori Irán talán az ő ideje alatt érte el fénykorát. Ezüst tálakon, aranyozott háttérrel, trónjelenetben látjuk őt, a kormányzat tagjai körülötte állnak.